# Конукоев, Назир Титуевич
Назир Титуевич Канукоев (10 мая 1918 — 30 октября 1975) — лётчик-истребитель, участник Великой Отечественной войны. Герой Советского Союза.

## Биография
Родился в 1918 году в селе Лечинкай ныне Чегемского района Кабардино-Балкарской Республики в многодетной кабардинской семье. У родителей Назира было четыре сына и пять дочерей. С детства любил военную форму, очень хотел служить в Красной Армии, особенно в кавалерии.
В 1935 году он поступил в Орджоникидзевское военно-пехотное училище, а затем на кавалерийское отделение Тбилисского военного училища. Вскоре после получения звания лейтенанта Канукоева направили для несения воинской службы в Белорусский особый военный округ на должность командира кавалерийского взвода. Потом он работал в полковой школе.
В мае 1941 года по специальному набору Генерального штаба Советской армии Назира Титуевича направили на учёбу в Краснодарскую военно-авиационную школу. Потом, успешно окончив шестимесячные курсы командиров авиазвена в г. Тамбове, он продолжил учёбу в г. Ульяновске.
Первое время он воевал на самолёте «Як-1», полученном в дар от трудящихся г. Вольска Саратовской области. Потом, после войны, 14 марта 1974 года Назир Титуевич был избран почётным гражданином этого города.
После окончания Великой Отечественной войны Назир Титуевич продолжал службу в Военно-воздушных силах на должности командира эскадрильи, потом заместителя командира авиаполка. С 1961 по 1975 год являлся директором пансионата «Заря» в Нальчике. Умер Назир Титуевич на 60-м году жизни 30 октября 1975 года.

### Участие в Великой Отечественной войне
После курсов в Тамбове Канукоев прибыл в 402-й истребительный авиаполк, который вёл воздушные бои над Кубанью. Первый его вылет состоялся 1 сентября 1943 года. Он летел вместе с бывалыми, опытными лётчиками Павлушкиным Н. П., Гаврилиным Н. М., Дугиным Н. Д., Манукяном А. Б., Егоровичем В. А. С того памятного дня началась боевая деятельность лётчика-истребителя Н. Т. Канукоева. Он упорно учился воинскому мастерству у старших товарищей, вырабатывал свой «почерк».
После первого удачного вылета сам генерал Евгений Яковлевич Савицкий лично наградил орденом Красного Знамени Н. Т. Канукоева и его боевых товарищей.
Назир Титуевич Канукоев произвел 229 боевых вылетов. Лично сбил 14 самолётов, уничтожил один паровоз и подводу с военными грузами. Указом Президиума Верховного Совета СССР от 6 мая 1965 года ему было присвоено звание Героя Советского Союза.

## Награды
- Золотая Звезда Героя Советского Союза (06.05.1965);
- Орден Ленина  (06.05.1965);
- два ордена Красного Знамени (23.02.1944, 29.06.1945);
- два ордена Красной Звезды  (24.10.1943, ...);
- медали СССР.

## Память
- Именем Героя названа одна из улиц г. Нальчика
- Имя Канукоева присвоено с 2007 года главной улице родного села Лечинкай
- Решением Нальчикского городского совета местного самоуправления от 11 августа 2009 года установлена мемориальная доска Назиру Титуевичу Канукоеву на фасаде дома по проспекту Шогенцукова, 21А, где он проживал.